# Robert Brack

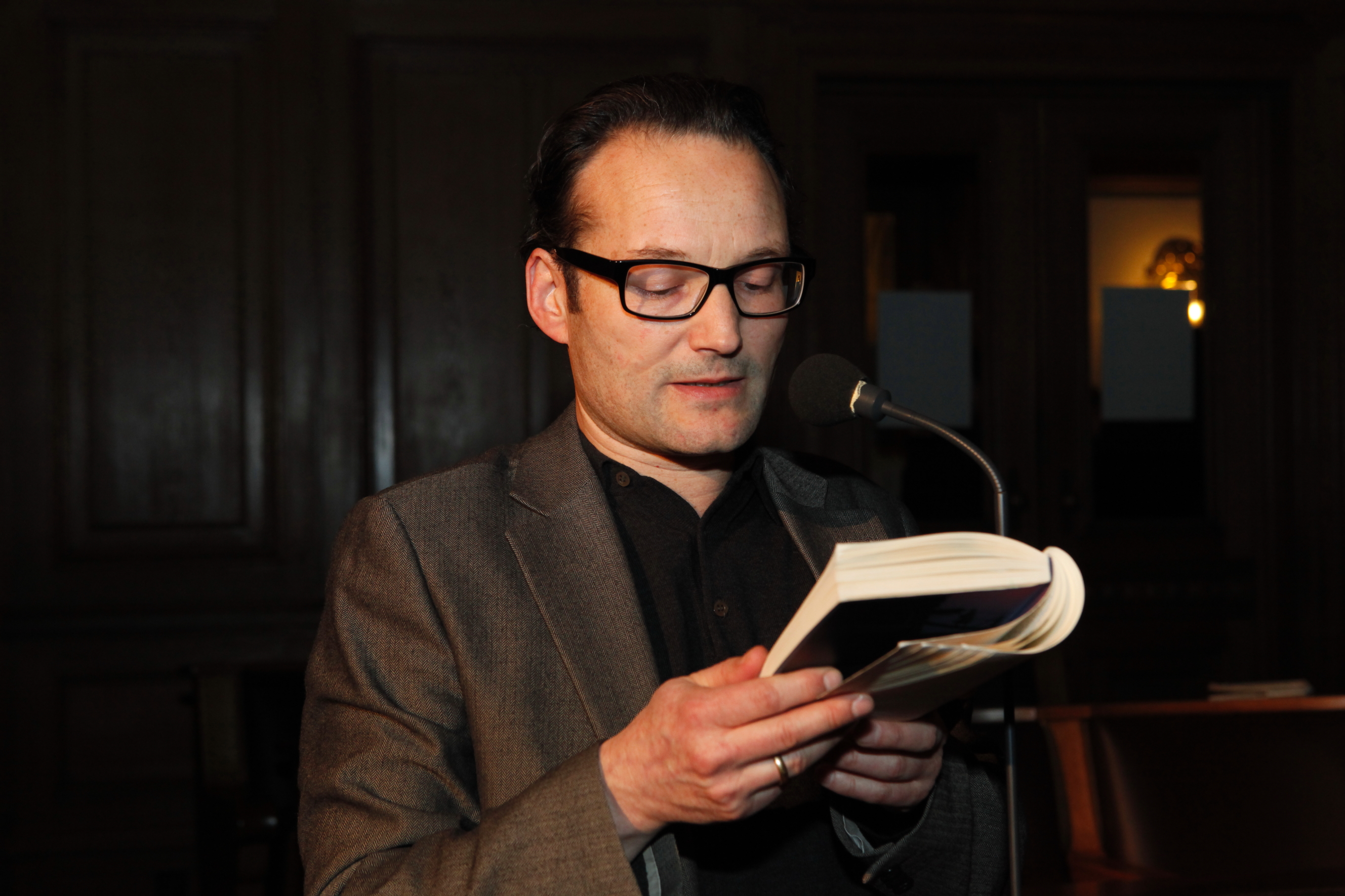
Robert Brack (2009)

Robert Brack (* 4. Mai 1959 in Fulda; eigentlich Ronald Gutberlet) ist ein deutscher Krimiautor. Zeitweise verfasste er unter dem Pseudonym Virginia Doyle historische Kriminalromane.
Brack lebt seit 1981 in Hamburg. Nach einem Soziologie-Studium begann er als Schriftsteller zu arbeiten. Im Literaturteil der tageszeitung hatte er eine monatliche Kolumne („schwarze taz“). Er arbeitet außerdem als Übersetzer von Kriminalromanen und Erzählungen sowie Sachbüchern aus dem Englischen/Amerikanischen (u. a. Robert B. Parker, Jerry Oster und Declan Burke). Gelegentlich verfasst er Essays zur Kriminalliteratur, z. B. über den französischen Neo-Polar-Autor Jean-Patrick Manchette. Von 2017 bis 2022 war Brack Mitglied im PEN-Zentrum Deutschland.

## Veröffentlichungen
1988 erschienen mit Blauer Mohn sein erster Krimi als Teil der Polnischen Kriminal-Trilogie, die im Polen des zerfallenden Sozialismus und unter polnischen Exilanten im Westen angesiedelt ist. Es folgte ab 1989 eine Reihe von Romanen um den verkrachten Sensations-Journalisten Tolonen  (Rechnung mit einer Unbekannten, Schwere Kaliber und Psychofieber). Mit Das Mädchen mit der Taschenlampe versuchte sich der Autor an einem „Nouveau Roman Noir“ (so der Klappentext).
Seit Mitte der 1990er kreisten seine Romane thematisch um die Verwerfungen im europäischen Machtgefüge nach dem Fall der Mauer (Das Gangsterbüro, 1995; Nachtkommando, 1997).
2008 erschien mit Und das Meer gab seine Toten wieder ein Roman über die Spurensuche einer englischen Kommissarin im Hamburg von 1932, der auf einem realen Ereignis – dem ungeklärten Selbstmord zweier Polizistinnen, deren Leichen 1931 am Strand von Pellworm angetrieben waren – basiert. Der Roman gehört zu einem Roman-Zyklus über die sozialen und politischen Kämpfe in den 1920er und 1930er Jahren, in dessen Mittelpunkt die kommunistische Journalistin Klara Schindler steht, darunter der semi-dokumentarische Roman Blutsonntag um die tragischen Ereignisse des Altonaer Blutsonntag am 17. Juli 1932 in Altona und Unter dem Schatten des Todes, ein Roman, der sich mit dem Reichstagsbrand und der Person Marinus van der Lubbe befasst. Der vierte Klara-Schindler-Roman Schwarzer Oktober – erzählt vom gescheiterten Hamburger Aufstand im Oktober 1923 aus der Perspektive der Aufständischen. Das Buch erschien im Oktober 2023 und stand im Januar und Februar 2024 auf der Krimi-Bestenliste von Deutschlandfunk Kultur.
Von 2003 bis 2015 entstand eine weitere Reihe mit Gegenwartsromanen, diesmal um die junge Detektivin Lenina Rabe; diese vier Romane (Lenina kämpft, Haie zu Fischstäbchen, Schneewittchens Sarg und Die drei Leben des Feng Yun-Fat) spielen hauptsächlich in Bracks derzeitigem Wohnort Altona und handeln von dem Beziehungsgeflecht zwischen Politik und Wirtschaft, Polizei und Rechtsradikalismus.
Unter dem Pseudonym Virginia Doyle verfasste er eine Serie historischer Kriminalromane, die zeitlich im späten 19. bzw. dem frühen 20. Jahrhundert angesiedelt sind, darunter die Serie um den Meisterkoch und Hobby-Detektiv Jacques Pistoux und die St. Pauli-Trilogie um den Polizisten Heinrich Hansen, die die Geschichte des Hamburger Stadtteils St. Pauli zwischen 1900 und 1945 ausbreitet. Für diese Publikationen erfand der Autor nicht nur das Pseudonym Virginia Doyle, sondern stattete die Autorin auch mit einer fiktiven Biografie aus, die er auf seiner Website fortgeschrieben hat.
2016 begann Brack eine weitere Reihe um den Kriminalbeamten Alfred Weber, in denen der Arbeitsalltag der Hamburger Kriminalpolizei während der Zeit der Weimarer Republik beschrieben wird, beginnend mit Die Toten von St. Pauli.
Spektakuläre Ereignisse der neueren Geschichte Norddeutschlands behandeln die Thriller Dammbruch um die Sturmflut 1962 und Blizzard um die Schneekatastrophe um den Jahreswechsel 1978/79. Beide Romane wurden nach ihrem Erscheinen auf die Krimi-Bestenliste von Deutschlandfunk Kultur gewählt.

## Auszeichnungen
Für Das Mädchen mit der Taschenlampe (1992) erhielt Brack den „Marlowe“ der Raymond-Chandler-Gesellschaft; mit diesem Preis wurde er erneut für die Erzählung Das Osterhasen-Wochenende ausgezeichnet, die 1996 in einer Anthologie erschien. Für Das Gangsterbüro erhielt er ebenfalls 1996 den Deutschen Krimi-Preis. 2017 wurde er für den Hubert-Fichte-Preis der Freien und Hansestadt Hamburg nominiert.

## Bibliographie als Robert Brack

### Kriminalromane
- 1988 Blauer Mohn (Rowohlt Taschenbuch Verlag)
- 1988 Die Spur des Raben (Rowohlt Taschenbuch Verlag)
- 1989 Rechnung mit einer Unbekannten (Rowohlt Taschenbuch Verlag)
- 1990 Die siebte Hölle (mit einem Nachwort von Helmut Ziegler; Rowohlt Taschenbuch Verlag)
- 1991 Schwere Kaliber (Rowohlt Taschenbuch Verlag)
- 1992 Das Mädchen mit der Taschenlampe (Edition Nautilus)
- 1993 Psychofieber (Rowohlt Taschenbuch Verlag)
- 1995 Das Gangsterbüro (Edition Nautilus)
- 1997 Nachtkommando (Edition Nautilus)
- 2003 Lenina kämpft (Edition Nautilus)
- 2005 Haie zu Fischstäbchen (Edition Nautilus)
- 2007 Schneewittchens Sarg (Edition Nautilus)
- 2008 Und das Meer gab seine Toten wieder (Edition Nautilus)
- 2010 Blutsonntag (Edition Nautilus)
- 2012 Unter dem Schatten des Todes (Edition Nautilus)
- 2015 Die drei Leben des Feng Yun-Fat (Edition Nautilus)
- 2016 Die Toten von St. Pauli (Ullstein Taschenbuch)
- 2017 Die Morde von St. Pauli (Ullstein Taschenbuch)
- 2018 Der Kommissar von St. Pauli (Ullstein Taschenbuch)
- 2020 Dammbruch (Ellert & Richter)
- 2021 Blizzard (Ellert & Richter)
- 2023 Schwarzer Oktober (Edition Nautilus)

### Erzählungen in Einzelausgaben
- 1998 Die Feinschmecker-Morde (Schwarze Hefte 7, Verlag Hamburger Abendblatt)
- 1999 Der blutrote Chevrolet (Schwarze Hefte 16, Verlag Hamburger Abendblatt)
- 2000 Todestropfen (Schwarze Hefte 26, Verlag Hamburger Abendblatt)
- 2001 Brandnacht (Schwarze Hefte 30, Verlag Hamburger Abendblatt)
- 2001 Das Fenster zum Fleet (als Ronald Gutberlet mit Robert Brack als Protagonist, Europa Verlag)
- 2002 Blutgericht in Altona (Schwarze Hefte 42, Verlag Hamburger Abendblatt)
- 2006 Kalte Abreise (Kaliber .64, Edition Nautilus)

## Bibliographie als Virginia Doyle

### Romane
- 1999 Die schwarze Nonne (Rowohlt Taschenbuch Verlag)
- 1999 Kreuzfahrt ohne Wiederkehr (Rowohlt Taschenbuch Verlag)
- 1999 Das Blut des Sizilianers (Rowohlt Taschenbuch Verlag)
- 2000 Tod im Einspänner (Rowohlt Taschenbuch Verlag)
- 2000 Die Burg der Geier (Rowohlt Taschenbuch Verlag)
- 2000 Das giftige Herz (Rowohlt Taschenbuch Verlag)
- 2002 Das Totenschiff von Altona (Rowohlt Taschenbuch Verlag)
- 2004 Die rote Katze (Heyne Verlag)
- 2005 Der gestreifte Affe (Heyne Verlag)
- 2006 Die schwarze Schlange (Heyne Verlag)
- 2008 Der Fluch der schönen Insel (Heyne Verlag)
- 2010 Die Ehre der Nicolosi (Heyne Verlag)